# جودي بلنت
جودي بلنت (بالإنجليزية: Judy Blunt)‏ هي كاتِبة أمريكية، ولدت في 1954 في مقاطعة فيليبس في الولايات المتحدة.